# Публий Кураций
Публий Кураций или Публий Куриаций (на латински: Publius Curatius; Publius Curiatius) е политик на Римската република през края на 5 век пр.н.е. Произлиза от фамилията Курации или Куриации.
През 401 пр.н.е. той е народен трибун заедно с още четирима колеги: Марк Акуций, Гай Лацерий, Марк Минуций и Гней Требоний. Тази година консулски военни трибуни са Марк Фурий Камил, Кезо Фабий Амбуст, Луций Валерий Поцит, Гней Корнелий Кос Маний Емилий Мамерцин и Луций Юлий Юл.
Съ-автор е на закона lex Trebonia.